# Glomerulosklerose

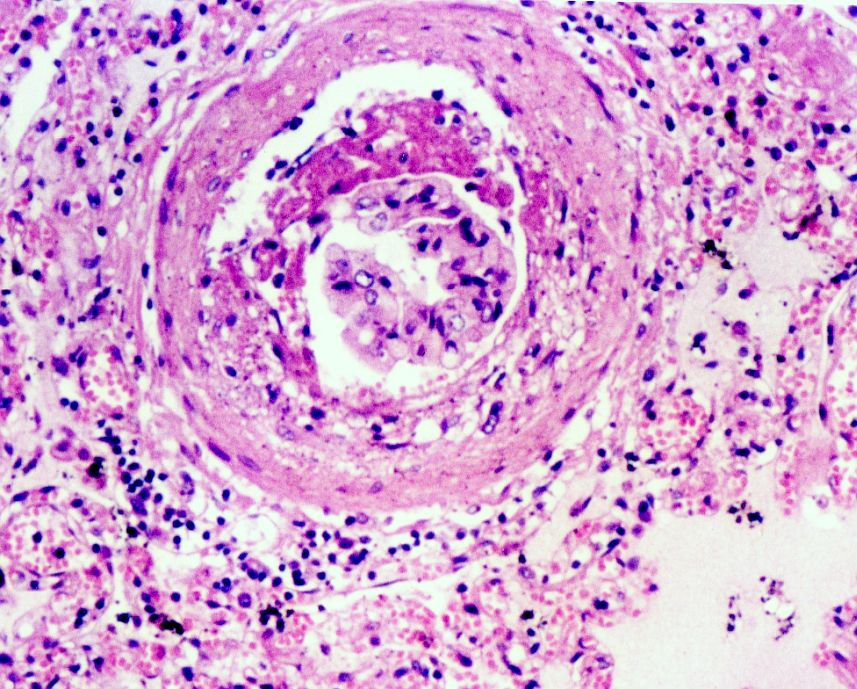

Die Glomerulosklerose (von Glomerulus und altgriechisch σκληρός sklēros „hart“) ist der im Gegensatz zur Glomerulonephritis nicht entzündlich bedingte Teil der Glomerulopathien.
Die Verhärtung entsteht durch Vernarbungen (Sklerose) der Kapillarschlingen der Nierenkörperchen mit Vermehrung und Dickenzunahme des Bindegewebes als Folge aller Erkrankungen mit einem Untergang von Nierengewebe, häufig bei Bluthochdruck und Diabetes mellitus.
Leitsymptom ist die Entwicklung eines nephrotischen Syndroms.

## Verbreitung
Bei bis zu 20 % der Diabetiker, besonders bei schlechter Einstellung des Blutzuckers, kommt es zur Glomerulosklerose.
Etwa 15 % aller Proteinurien werden durch eine Glomerulosklerose verursacht.
Die Erkrankung kann in jedem Alter auftreten. Auch bei einer Chronifizierung ist sie grundsätzlich reversibel, oft also nur vorübergehend.

## Ursache
Häufige Ursachen sind Diabetes mellitus, ferner Toxine, Medikamente oder Infektionen (z. B. HIV-Infektion).

## Pathologie
Der Pathomechanismus der früher auch als „hypertonische Nephrose des Zuckerkranken“ bezeichneten Glomerulosklerose ist komplex:
Vereinfacht führt die Verminderung funktionsfähiger Nephrone zu glomerulärer Hypertrophie und arterieller Hypertonie, und beides führt zur Proliferation von Mesangialzellen. Zusätzliche Faktoren sind Ansammlung von Lipiden mit Makrophagenaktivierung, eine toxisch bedingte Hyperfiltration von Makromolekülen mit Veränderungen der extrazellulären Matrix sowie gefässbedingte Schädigungen des Endothels mit Mikrothromben.

## Einteilung
Nach klinischen Kriterien können folgende Formen unterschieden werden:
- diffuse Glomerulosklerose
- noduläre Glomerulosklerose, oft synonym: diabetische Glomerulosklerose; diabetische Nephropathie; Kimmelstiel-Wilson-Syndrom, allerdings kann eine Vielzahl weiterer Erkrankungen ursächlich sein.[6]
- fokale Glomerulosklerose, Fokal segmentale Glomerulosklerose

## Klinische Erscheinungen
Frühsymptom ist lediglich eine schmerzlose Proteinurie, später kommt es zum nephrotischen Syndrom, unbehandelt kann eine chronische Niereninsuffizienz entstehen.